# Budoia
Budoia é uma comuna italiana da região do Friuli-Venezia Giulia, província de Pordenone, com cerca de 2.150 habitantes. Estende-se por uma área de 37 km², tendo uma densidade populacional de 58 hab/km². Faz fronteira com Aviano, Fontanafredda, Polcenigo, Tambre (BL).

## Demografia
| Variação demográfica do município entre 1861 e 2011                               |
|                                                                                   |
| Fonte: Istituto Nazionale di Statistica (ISTAT) - Elaboração gráfica da Wikipedia |